# Béla I d'Hongria
Béla I d'Hongria (en hongarès: I. Béla) (vers 1016 - 11 de setembre de 1063), conegut com el Campió o el Bisó (Bajnok, Bölény), va ser rei d'Hongria de 1060 a 1063. Pertanyent a una branca secundària de la dinastia árpád, va passar disset anys a l'exili després de la rebel·lió i mort del seu pare. Va tornar a Hongria atenent a la petició del seu germà Andreu I, que havia aconseguit el tron, per ajudar-lo a controlar el regne. Pero Béla no va voler acceptar al fill d'Andreu, Salomó, com a hereu del seu germà. Va revoltar-se i va aconseguir fer-se coronar rei, però no va poder consolidar el seu poder i a la seva pròpia mort Salomó esdevingué rei.

## Biografia

### Exili
Béla era el segon fill del duc Vazul, un cosí del primer rei d'Hongria Esteve I. Vazul es va revoltar contra Esteve quan aquest va designar el seu nebot Pere Orseolo com a hereu. Segons els usos tribals dels magiars l'herència corresponia al parent més gran per línia exclusivament masculina, i d'acord amb aquest criteri Vazul hauria estat el successor d'Esteve. Vazul va fracassar en un intent d'assassinar Esteve, i va ser executat. Els seus tres fills van ser condemnats a l'exili.
Amb els seus germans Andreu i Levente, van fugir a Bohèmia i després a Polònia. Allí Béla es va separar dels seus germans, que continuaren fins a Kíeve. Béla va entrar al servei del rei Mieszko II de Polònia i va prendre part a les seves campanyes contra les tribus paganes de la Pomerània. Es convertí en un comandant exitós, i el rei li concedí la mà d'una de les seves filles. Segurament fou abans d'aquest matrimoni que es feu batejar, amb el nom cristià d'Adalbert.

### Duc deTercia pars Regni
Mentrestant, enmig d'una violenta revolta pagana que va posar fi al regne del rei Pere, el germà gran de Béla havia arribat al tron d'Hongria com a Andreu I. Però l'emperador Enric III del Sacre Imperi, del qui Pere havia estat aliat i se n'havia declarat vassall, va declarar la guerra a Andreu. Coneixedor del prestigi militar que havia adquirit el seu germà, Andreu va demanar a Béla que anés a la seva cort.
El 1048 Andreu va concedir al seu germà una tercera part d'Hongria (Tercia pars Regni) perquè la governés en nom seu com a Duc. Els dos germans van governar conjuntament sense problemes fins que l'any 1053 Andreu tingué un fill, Salomó. Aleshores, Andreu va intentar assegurar el tron pel seu fill en detriment dels drets dinàstics del seu germà. Andreu va organitzar una cerimònia en la que coronà el seu fill "rex iunior", després de la qual Béla abandonà la cort enfurismat i tornà a governar els seus dominis.
Decidit a fer valer els seus dreta, Béla va marxar a Polònia per demanar ajuda al nebot de la seva esposa, el rei Boleslau II de Polònia.

### Rei d'Hongria
L'any 1060 Béla va tornar a Hongria amb el suport d'un exèrcit polonès. Després de derrotar l'exèrcit del seu germà i amb la mort d'aquest després de labatalla al Pas de Theben, Béla va ser coronat rei el 6 de desembre de 1060.
Durant el seu breu regnat, de tan sols tres anys, va dedicar esforços a aplacar les revoltes paganes que succeïren al regne. Els cronistes hongaresos també el lloen per introduir noves monedes, com el denari de plata, i per la seva compassió amb el partidaris del seu germà que havien estat derrotats.
Béla va morir quan el pavelló del seu tron es va esfondrar sobre seu, un accident que alguns contemporanis van sospitar que havia estat provocat. Després de la mort de Béla, el rei Enric IV d'Alemanya va forçar la coronació de Salomó com a nou rei i els fills de Béla van haver de fugir a Polònia un altre cop.

## Família

### Avantpassats
Esteve pertanyia a la dinastia Árpád, descendent directe del fundador de la nissaga a través del seu avi Taksony. El seu pare Vazul era cosí germà del rei Esteve I.
|  |                        |  |  |  |  |  |  |  |  |  |  |  |  |  |  |  |
|  | 8. Taksony d'Hongria   |  |  |  |  |  |  |  |  |  |  |  |  |  |  |  |
|  |                        |  |  |  |  |  |  |  |  |  |  |  |  |  |  |  |
|  |                        |  |  |  |  |  |  |  |  |  |  |  |  |  |  |  |
|  | 4. Mihály              |  |  |  |  |  |  |  |  |  |  |  |  |  |  |  |
|  |                        |  |  |  |  |  |  |  |  |  |  |  |  |  |  |  |
|  |                        |  |  |  |  |  |  |  |  |  |  |  |  |  |  |  |
|  | 2. Vazul               |  |  |  |  |  |  |  |  |  |  |  |  |  |  |  |
|  |                        |  |  |  |  |  |  |  |  |  |  |  |  |  |  |  |
|  |                        |  |  |  |  |  |  |  |  |  |  |  |  |  |  |  |
|  | 5. Adelaida de Polònia |  |  |  |  |  |  |  |  |  |  |  |  |  |  |  |
|  |                        |  |  |  |  |  |  |  |  |  |  |  |  |  |  |  |
|  |                        |  |  |  |  |  |  |  |  |  |  |  |  |  |  |  |
|  | 1. Andreu I d'Hongria  |  |  |  |  |  |  |  |  |  |  |  |  |  |  |  |
|  |                        |  |  |  |  |  |  |  |  |  |  |  |  |  |  |  |
|  |                        |  |  |  |  |  |  |  |  |  |  |  |  |  |  |  |

### Núpcies i descendents
Béla es va casar, vers l'any 1040, amb una filla del rei Mieszko II de Polònia de nom desconegut. Foren pares de:
- Géza (vers 1044-1077), futur rei Géza I d'Hongria.
- Ladislau (vers 1048-1095), futur rei Ladislau I d'Hongria.
- Lamper (després de 1050-vers 1095), futur duc Tercia pars Regni.
- Sofia (després de 1051-1095), futura esposa del marcgravi Ulric I de Carniola, i en segones núpcies del duc Magnus I de Saxònia.
- Eufèmia (després de 1050-1111), futura esposa del príncep Otó I de Moràvia
- Ilona (després de 1050-vers 1091), futura esposa del rei Dmitar Zvonimir de Croàcia.